# بیزواتر، ویکتوریا
بیزواتر، ویکتوریا (انگلیسی: Bayswater, Victoria)در حومه شهر ملبورن استرالیا و در ۲۹ کیلومتری شرق مرکز این شهر قرار گرفته‌است.